# Илжецкий уезд
Илжецкий уезд — административная единица в составе Радомской губернии Российской империи, существовавшая c 1844 года по 1919 год. Административный центр — город Илжа.

## История
Уезд образован в 1844 году в составе Радомской губернии Российской империи. В 1919 году преобразован в Вежбицкий повят Келецкого воеводства Польши.

## Население
По переписи 1897 года население уезда составляло 110 552 человек, в том числе в городе Илжа — 4230 жит.

### Национальный состав
Национальный состав по переписи 1897 года:
- поляки — 97 979 чел. (88,6 %),
- евреи — 11 524 чел. (10,4 %),

## Административное деление
В 1913 году в состав уезда входило 22 гмин:
| - Блазины — д. Блазины, - Велька-Весь — пос. Вонхоцк, - Вержбник — пос. Вержбник, - Вержковиска — д. Кремна, - Дзюрков — пос. Солец, - Илжа — г. Илжа, - Кржижановице — д. Кржижановице, - Лазиска — д. Бонкова, - Липско — пос. Липско, - Миржец — д. Миржец, - Мехов — д. Казанов, | - Павловице — д. Павловице, - Рентковице — д. Скарбка, - Ржепин — д. Радковице, - Ржечнев — д. Ржечнев, - Сенно — д. Сенно, - Скаржиско-Косцельне — пос. Скаржиско-Косцельне, - Солец — пос. Солец, - Тарчек — д. Свентомарж, - Хотча — д. Хотча-Гурна, - Цепелев — пос. Цепелев, - Цишица-Гурна — пос. Тарлов. |